# Lysidice trimera
Lysidice trimera är en ringmaskart som beskrevs av Ehlers 1901. Lysidice trimera ingår i släktet Lysidice och familjen Eunicidae. Inga underarter finns listade i Catalogue of Life.